# Louis-Claude Vassé
Louis-Claude Vassé (Parigi, 1717 – Parigi, 30 novembre 1772) è stato uno scultore e disegnatore francese.

## Biografia
Louis-Claude Vassé era figlio dello scultore Antoine François Vassé e di Marie Germaine Labbé. Le sue sorelle sposarono degli architetti: Claude Elisabeth Vassé sposò Claude Bacarit, mentre Marie Françoise si unì a Pierre Henri Martin.
Sposò Marie Huel Delepine (rimasta vedova, si risposò con Gabriel François Dageville), da cui ebbe tre figli: Adélaïde Jeanne Vassé che rimase nubile e morì nel 1823; Constance Félicité Victoire Désirée Vassé de Bonrecueil che sposò Antoine-Joseph Raup de Baptestin de Moulières (1747-1827), capo di divisione al ministero dell'interno; Louis Vassé, studente di architettura che morì a 26 anni nel 1785.
Allievo del padre e di Edmé Bouchardon, Vassé vinse il primo premio in scultura all'Académie royale de peinture et de sculpture nel 1739. Approvato dall'Académie nel 1748, fu ammesso nel 1751. Nel 1758 fu nominato professore assistente, poi professore nel 1761. Alla morte di Bouchardon, nel 1762, fu anche nominato disegnatore dell'Académie des inscriptions et belles-lettres.
Negli anni '50 lavorò per la marchesa di Pompadour, realizzando la statua di una lattaia per la latteria del castello di Crécy.

## Opere nelle collezioni pubbliche
Negli Stati Uniti

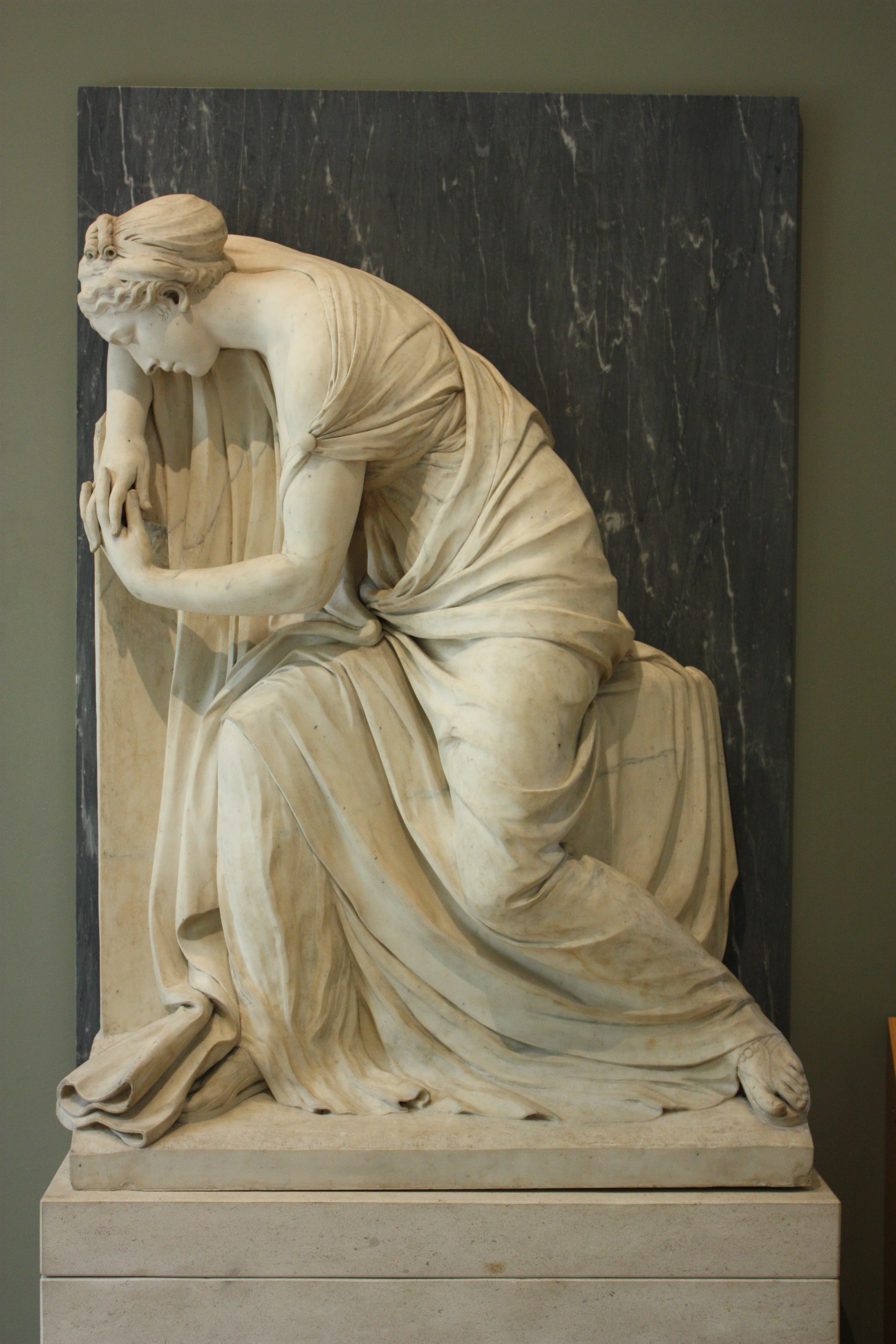
Il dolore, Parigi, Museo del Louvre

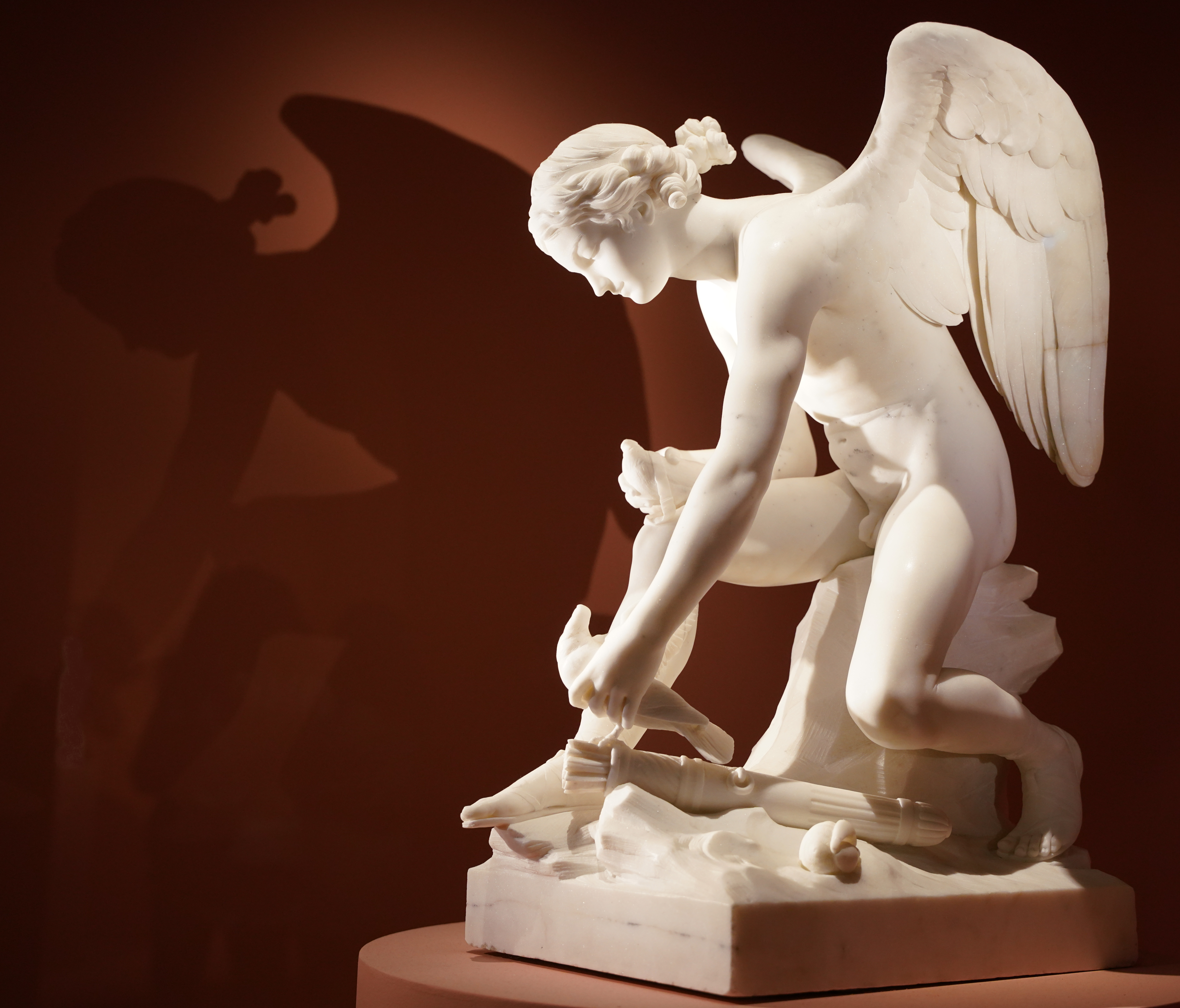
Cupido seduto in riva al mare raccoglie le colombe dal carro di Venere

- New York, Metropolitan Museum of Art: Ninfa di Dampierre, statua in marmo.

In Francia
- Auxerre, Cattedrale di Santo Stefano: Lapidazione di Santo Stefano, bassorilievo in marmo.
- Lione, museo delle belle arti: Busto di fanciullo, 1759, busto in marmo.
- Nancy, Chiesa della Madonna del Buon Soccorso: Mausoleo di Stanislas Leszczynski, 1768, marmo e bronzo, completato da Félix Lecomte dopo la morte di Vassé.
- Parigi:
  - Scuola Nazionale di Belle Arti: Il Conte di Caylus, medaglione di marmo.
  - Chiesa di sant'Eustachio: Medaglione funerario di François Chevert, 1771, marmo.
  - Museo del Louvre:
    - Pastore dormiente, 1751, statua in marmo;
    - Ritratto di Francesco I, 1756, busto in bronzo;
    - La Commedia (1765), statua in marmo;
    - Il dolore, dopo il 1771, bassorilievo in marmo;
    - Cupido seduto in riva al mare mentre raccoglie le colombe dal carro di Venere, 1755, gruppo marmoreo;
    - Ritratto del conte di Caylus, 1766, medaglione di bronzo;
    - Venere guida i lineamenti d'Amore, 1755-1760.
- Troyes, museo delle belle arti:
  - Charles Le Cointe, busto in marmo;
  - François Girardon, busto in marmo;
  - Pierre Mignard, busto in marmo;
  - Jean Passerat, busto in marmo;
  - Pierre Pithou, busto in marmo.

## Salon
Louis Claude Vassé espose al Salon dal 1748 al 1771. In particolare, presentò i busti della serie degli Uomini illustri di Troyes, commissionati da Pierre-Jean Grosley, e numerosi ritratti, tra cui quello del conte di Caylus. Tra le sue statue allegoriche e mitologiche ricordiamo la Ninfa di Dampierre e La Commedia.
Nel 1771, in occasione del suo ultimo Salon, lo scultore espone un disegno per il monumento funebre di Stanislao Leszczynski e un modello del Tombeau du cœur di Maria Leszczynska per la Chiesa della Madonna del Buon Soccorso a Nancy.

## Galleria d'immagini

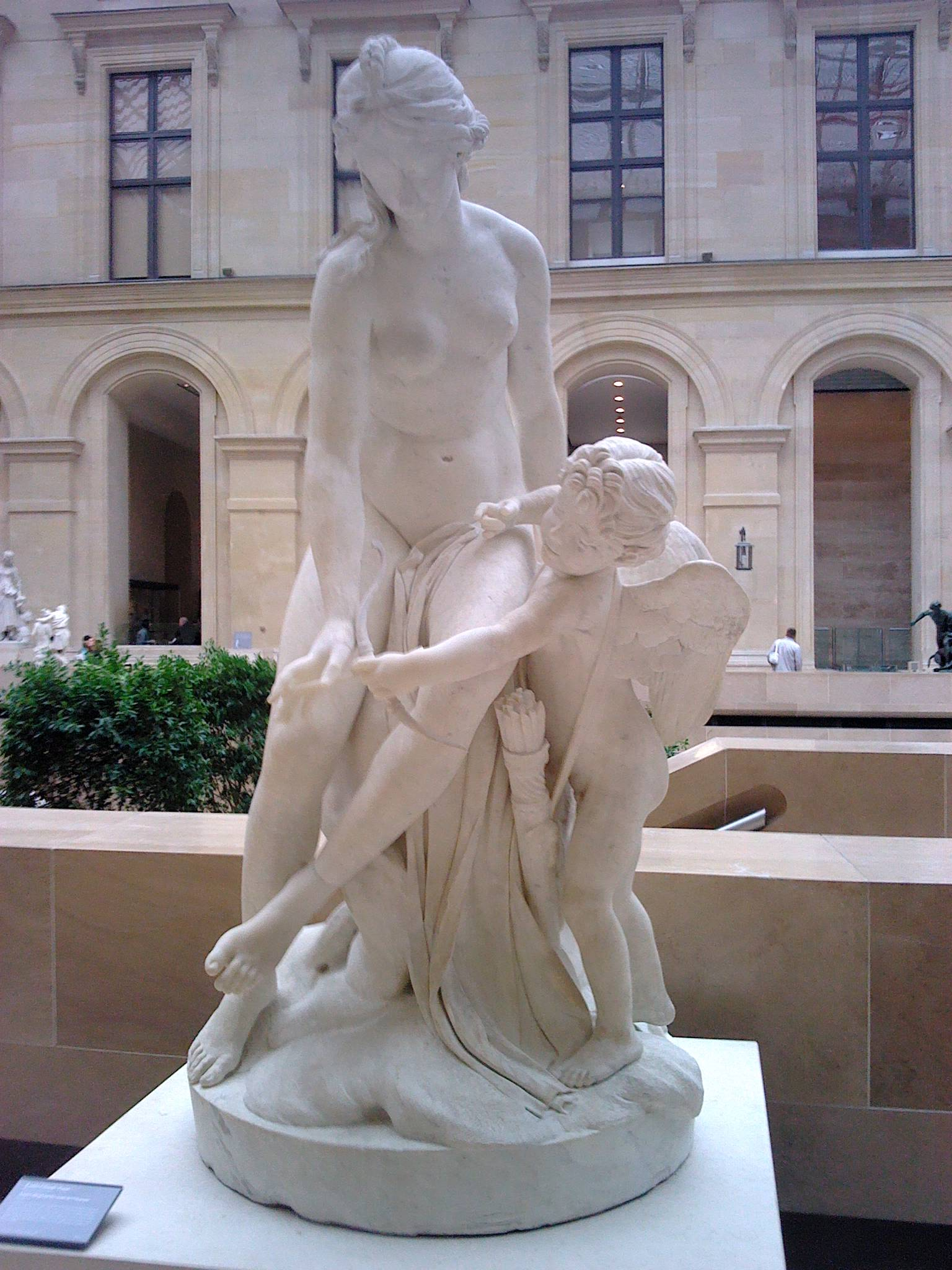
Venere guida i lineamenti d'Amore, 1755-1760, Parigi, Museo del Louvre
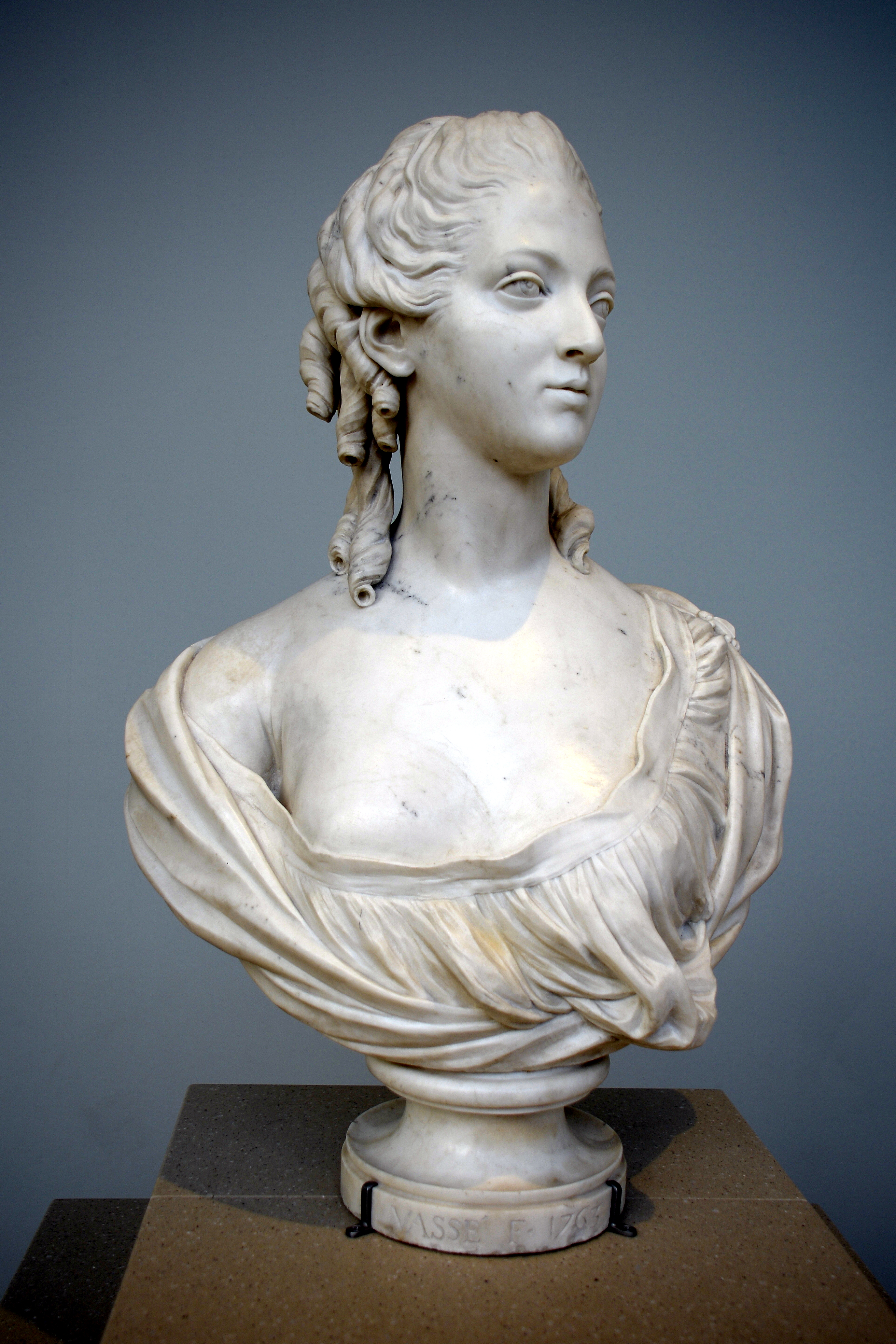
Madame Victoire, busto in marmo, 1763, Edimburgo, Museo nazionale scozzese
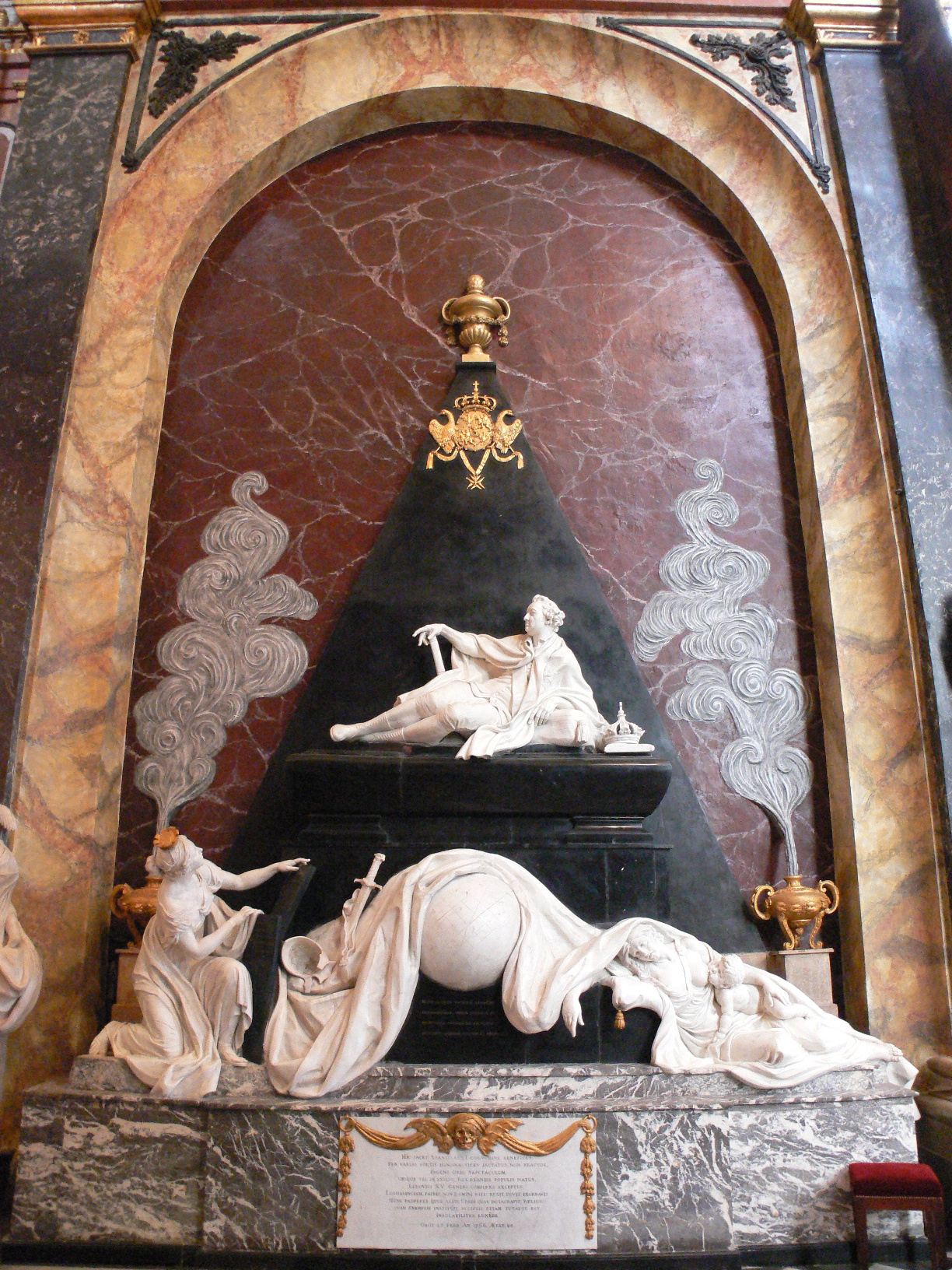
Tomba di Stanislao Leszczyński, 1768, Nancy, Chiesa della Madonna del Buon Soccorso
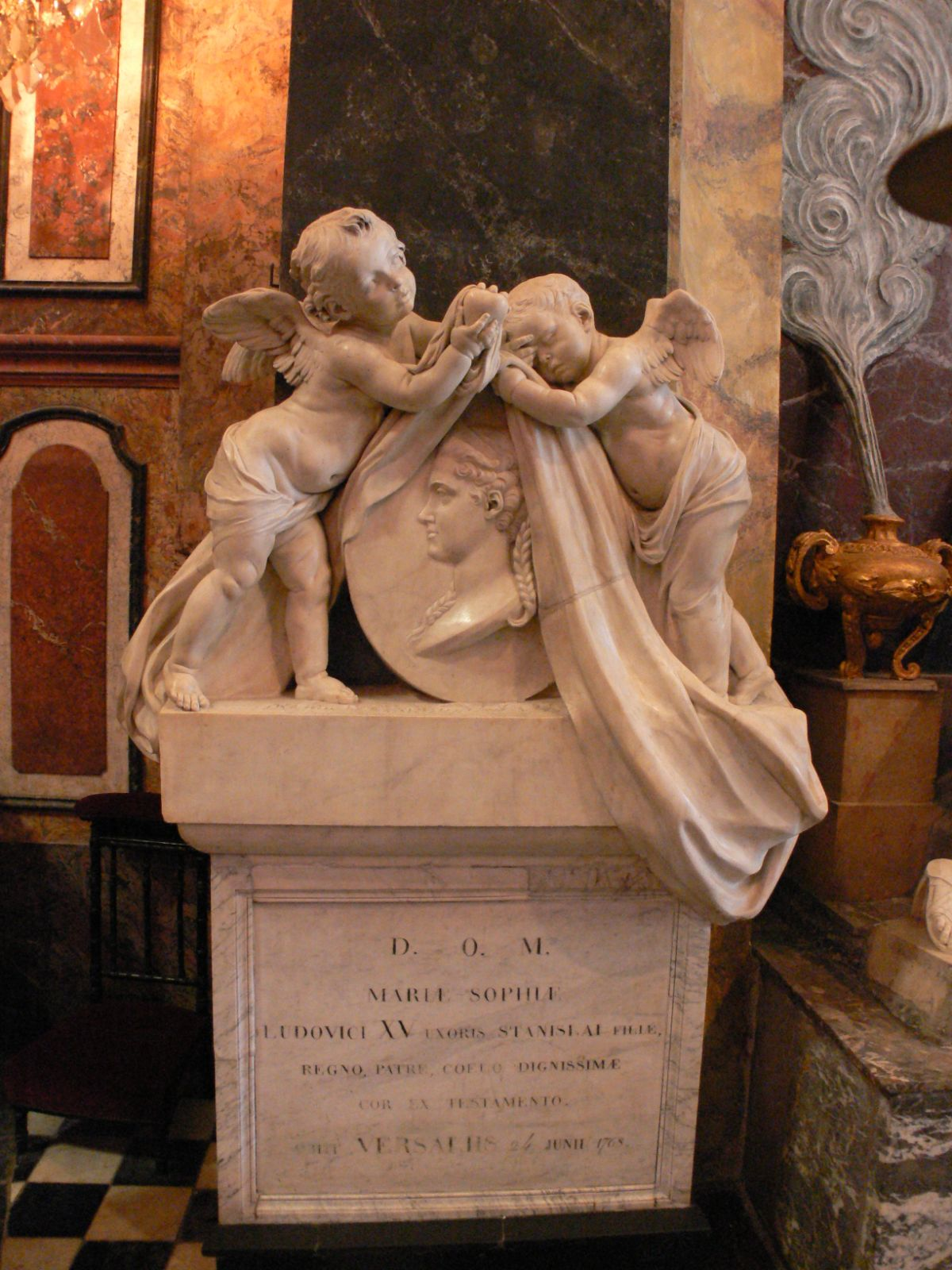
Tomba del cuore di Maria Leszczyńska, 1768, Nancy, Chiesa della Madonna del Buon soccorso